# Шарль Гюре
Шарль Гюре (фр. Charles Guiraist, 31 травня 1887 — 7 вересня 1947) — французький яхтсмен.
Срібний призер Олімпійських Ігор 1900 року в другому запливі в класі 3—10 тонн, бронзовий призер 1900 року в першому запливі в класі 3—10 тонн.